# 奏楽の天使たちに囲まれたキリスト
『奏楽の天使たちに囲まれたキリスト』（そうがくのてんしたちにかこまれたキリスト、蘭: Christus met zingende en musicerende engelen、英: Christ Surrounded by Singing and Music-making Angels）、または『サンタ・マリア・ラ・レアル・デ・ナヘラ祭壇画』（サンタ・マリア・ラ・レアル・デ・ナヘラさいだんが、英: Santa María la Real de Nájera Altarpiece） は、ドイツ出身の初期フランドル派の画家で、ブルッヘで制作していたハンス・メムリンクによる三連祭壇画である。15世紀後半に板上に油彩で描かれた。この祭壇画は、ナヘラにあるサンタ・マリア・ラ・レアル教会の祭壇画として富裕なスペイン商人たちにより委嘱された。本来の祭壇画のうち3枚のパネルのみが現存しており、19世紀にそれらのパネルはアントワープ王立美術館に購入された。ルネサンス装飾芸術の中で、前衛 (アヴァンギャルド) 的な作品と見なされている

## 歴史的背景
ルネサンス期には、聖歌を歌い、楽器を奏でる天使の姿も絵画に頻繁に登場するようになった。メムリンクら多くの画家たちが、優美な乙女の姿で表したこの天使は「奏楽天使」と呼ばれ、様々な楽器を手にした形で表された。
本祭壇画は、1487年にブルッヘにいたスペイン商人の領事たちであったペドロ (Pedro）とアントニオ・デ・ナヘラにより委嘱された。作品は、元のナバラ王の墓所であったサンタ・マリア・ラ・レアル・デ・ナヘラ教会のオルガンを装飾するためのものであった。描かれている17人の等身大以上の人物たちの装身具のいくつかには、カスティーリャ・イ・レオンの紋章が表されている。本来の祭壇画は巨大なもので、現存する3枚のパネルはおそらく祭壇画上段の一部である。失われている中央パネルは「聖母の被昇天」を描いたものであった。
本作は、イエス・キリストが奏楽の天使たちに囲まれて描かれている稀有な作品である。数世紀間、放置された後、1885年に画商によって買い上げられた本作は、ベルギー政府に売却され、ベルギー政府は作品をアントワープ王立美術館に委ねた。2001年に大規模な修復作業が始まり、修復には16年間も要したが、それは画面の巨大さと作業の複雑さにもよるものであった。

## 構図

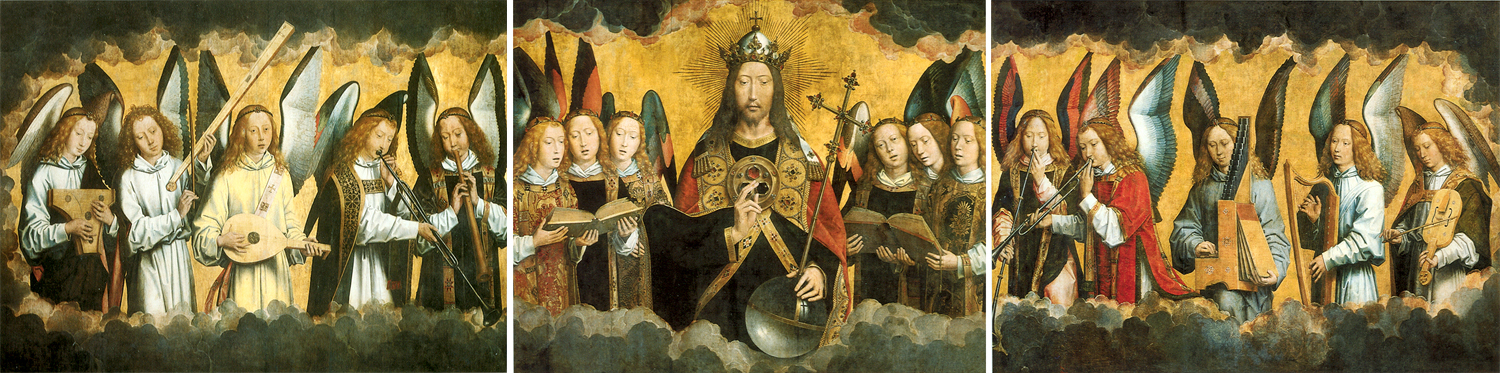
3枚のパネル

天使たちに囲まれたキリストは、黒い雲に縁取られた金色の背景の中に立っている。彼のカラーには「Agyos Otheos」 (聖なる神) という言葉が見える。外套のフィブラ (ブローチ) を飾る3つの宝石は「三位一体」、すなわち、父なる神、子なる神、そして聖霊を想起させる。王冠を被り、十字架の載った水晶玉を持って、神は地上と天上のキリストの王国を支配している。彼の横には16人の天使たちがおり、6人は歌い、10人は楽器を奏でている。楽器は15世紀に典型的なものである。
この場面は、おそらく『新約聖書』の「マタイによる福音書」の1節 (25章31-46) に触発されたものであり、そこには「人の子が栄光の中にすべての御使いたちを従えて来るとき、彼はその栄光の座につくであろう」と記されている。 
中央パネルは祝福しているキリストを表しているが、彼は両側に3人の天使が付き添っている母の聖母マリアのほうを見下ろしている。それぞれの天使の集団は大きな聖歌の本を持っている。左右両側のパネルでは、それぞれ5人ずつが楽器を奏でている。左側パネルの楽器は左から右に、プサルタリー、トロンバマリーナ、リュート、トランペット、ショームである。右側パネルには、左から右に、まっすぐなトランペット、曲線のあるトランペット、携行オルガン、ハープ、フィドルがある。3枚のパネルは170センチの高さがあり、したがって、天使たち、あるいは鑑賞者に見える彼らの身体 (雲が膝から下の身体を覆い隠している) は等身大である。
なお、これら3枚の多くの複製が制作された。